# Pomník obětem druhé světové války (Kostelecké Končiny)
Pomník obětem druhé světové války se nachází v lesíku u severní části Kosteleckých Končin ležících na katastru Červeného Kostelce v okrese Náchod v Královéhradeckém kraji. Byl postaven na památku místních obětí druhé světové války Antonína Burdycha staršího, jeho ženy Josefy Burdychové, Antonína Burdycha mladšího, jeho ženy Milady a Františka Jirouška. Rodina Burdychova byla nacisty zavražděna proto, že ve svém domě ukrývala parašutistu skupiny Silver A Jiřího Potůčka s vysílačkou Libuší. František Jiroušek byl zastřelen na místním poli na příkaz Anny Ludwig, nacistky, která se nastěhovala do Burdychova stavení po jejich popravě. Špatně hospodařila, a když na konci války musela stavení vrátit právoplatným potomkům, Jiroušek po ní hodil obraz A. Hitlera, který tam měl po ní zůstat. Po pár dnech, kdy se do Červeného Kostelce dostalo gestapo, vrátila se Ludwig na Končiny, aby zastřelili Jirouška. Ten byl zrovna v nedalekém lese na borůvkách a při potkání s gestapem byl na nedalekém poli zastřelen.